# Дворец водных видов спорта (Екатеринбург)
Дворец водных видов спорта (ДВВС) — самое крупное крытое водное спортивное сооружение в России, которое находится в Екатеринбурге. Дворец водных видов спорта в Екатеринбурге является третьим по вместимости из крытых арен для водных видов спорта в Европе.

## Строительство

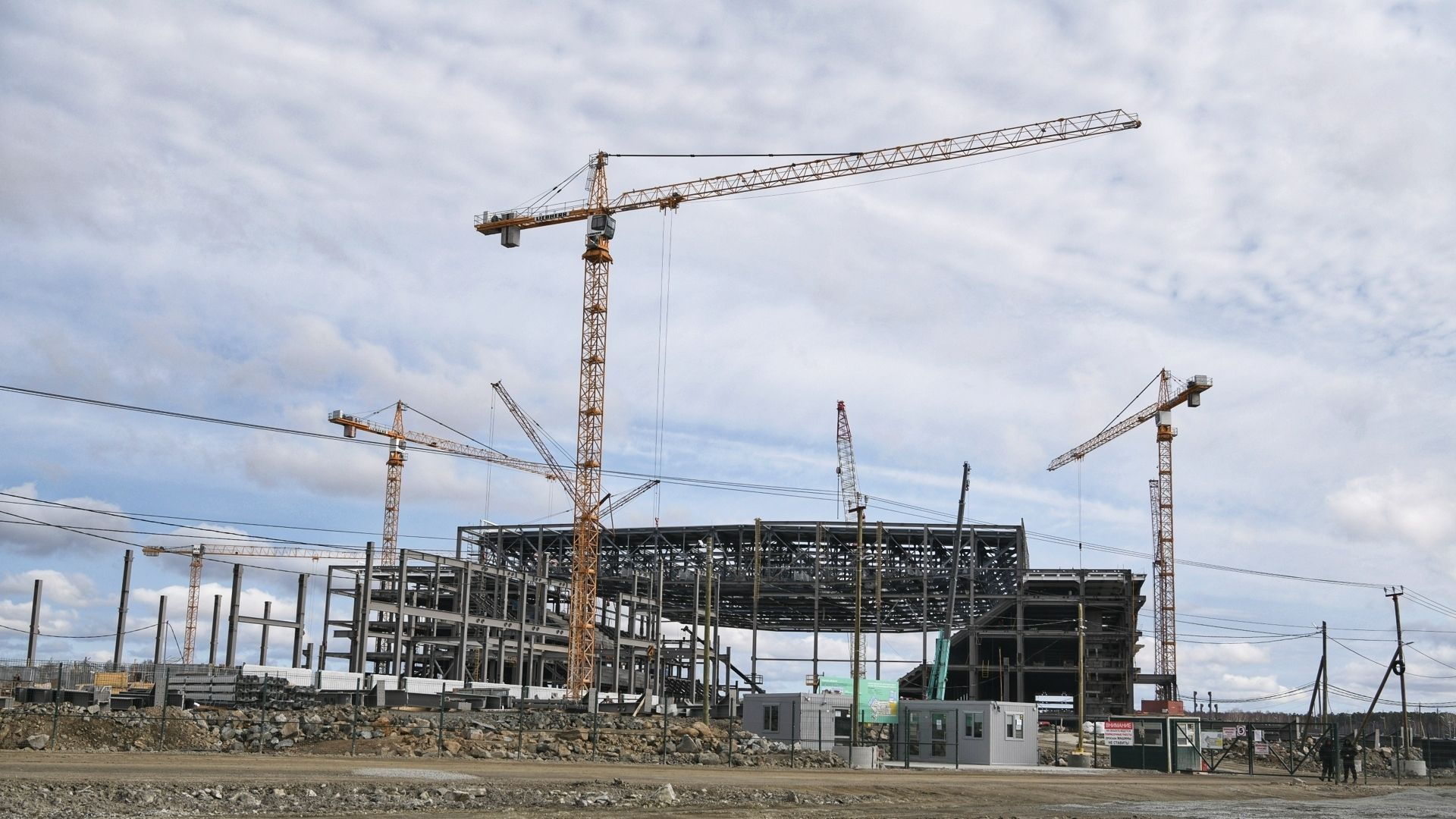
Строительство Дворца водных видов спорта, 2021 год

Проектирование объекта началось в 2019 году и закончилось в начале 2020 года. Эскизный проект дворца выполнен архитекторской компанией «Archinform» в 2019 году. Архитекторами стали Тимур Абдуллаев, Екатерина Абдуллаева, Евгения Лысенко, Дарья Баранова, Степан Коняев, Владислав Ярош, Алёна Ярош, Денис Шурыгин, Мария Абузина и Анна Николаева. Строительство ДВВС началось в 2020 году, генподрядчик — АО «Синара-Девелопмент» и ООО «Атомстройкомплекс». 13 апреля 2023 года Дворец водных видов спорта торжественно открылся. Дворец предназначался для проведения Летней Универсиады 2023.

## Описание
Объект по задумке архитекторов напоминает волны, часть фасада имеет остеклённую поверхность, другая часть фасада имеет бронзовый цвет в 3-D формате. Центральные фасады имеют обратный уклон. Вместимость основного зала составляет 5218 человек. Здание обладает многоуровневой системой разведения потоков людей и имеет 85 входов и выходов. На первом ярусе имеется вход для спортсменов, тренеров, судей и прессы. Второй ярус предназначен для посетителей. В ДВВС имеется бассейн для прыжков в воду (25×25 м, глубина 5 метра, 18 прыжковых платформ и трамплинов) с системой воздушной подушки для благоприятного вхождения в воду, демонстрационный бассейн (50×25 м, глубина 3 метра) для проведения соревнований по плаванию, водному поло, синхронному плаванию и подводным видам спорта, тренировочный бассейн (50×25 м, глубина 3 метра), детский бассейн (20×6 м, глубина 0,6—0,9 метра), зал сухих прыжков для акробатических упражнений по прыжкам в воду и синхронному плаванию и зал для сухого плавания (тренажёрный зал). Дворец соответствует всем требованиям международной федерации университетского спорта (FISU) и может принимать чемпионаты мира по водным видам спорта.

## История
В конце августа 2023 года дворец впервые принял Международный фестиваль университетского спорта, в котором соревновались спортсмены из стран СНГ, ШОС и БРИКС.

## Характеристики[1]
- Вместимость: 5218
- Площадь сооружения: 60 000 м²
- Парковка для автомобилей: 410 мест
- Дворец имеет:
  - бассейн для прыжков в воду;
  - демонстрационный бассейн;
  - тренировочный бассейн;
  - зал для сухих прыжков;
  - зал для сухого плавания (тренажёрный зал);
  - детский бассейн.

## Крупные спортивные мероприятия
- Международный фестиваль университетского спорта[9].
- Чемпионат России по прыжкам в воду 2023 и 2025 годов[10] [11].
- Чемпионат России по синхронному плаванию 2024 и 2025 годов[12][13].

## Галерея

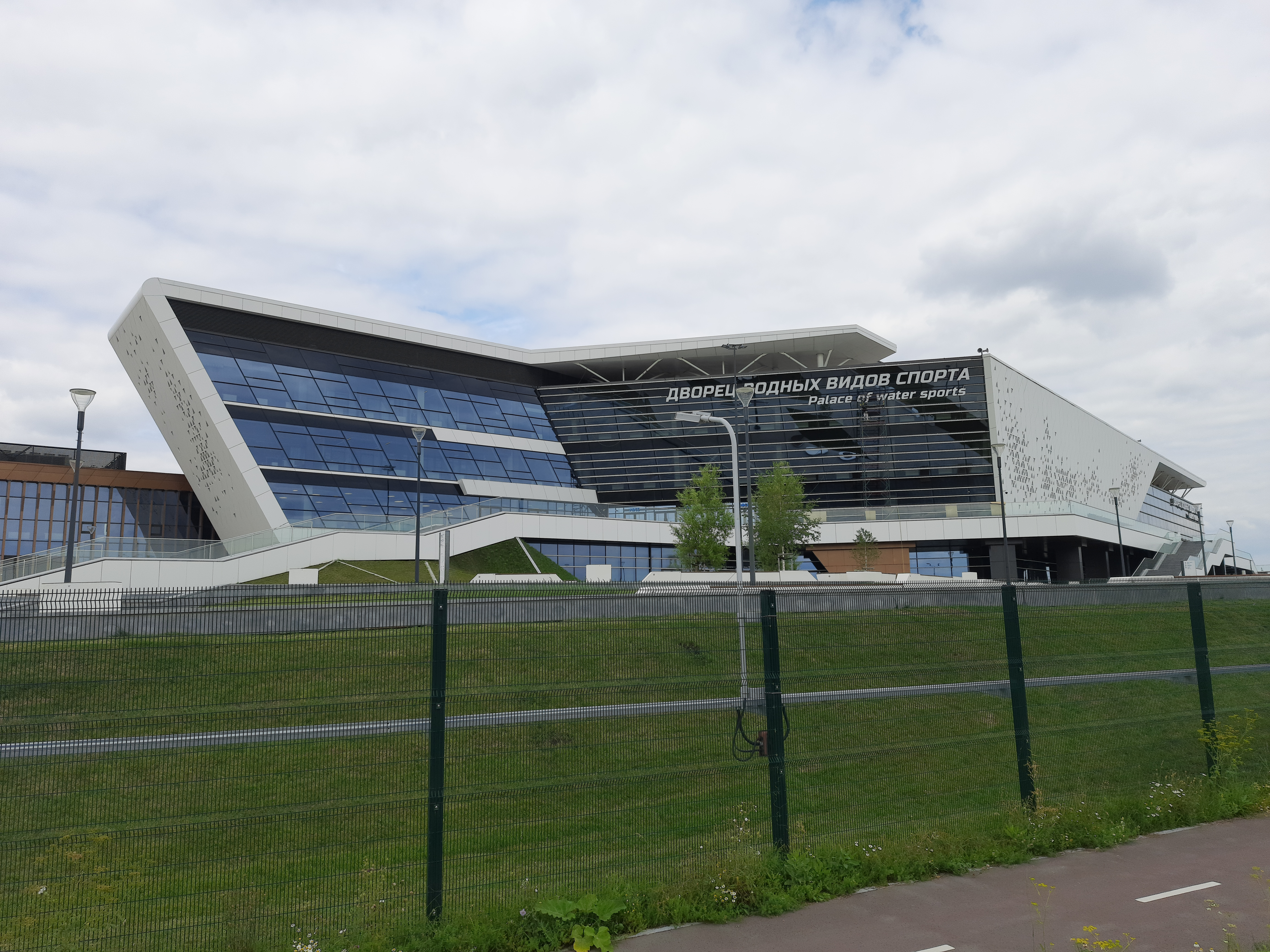
Экстерьер
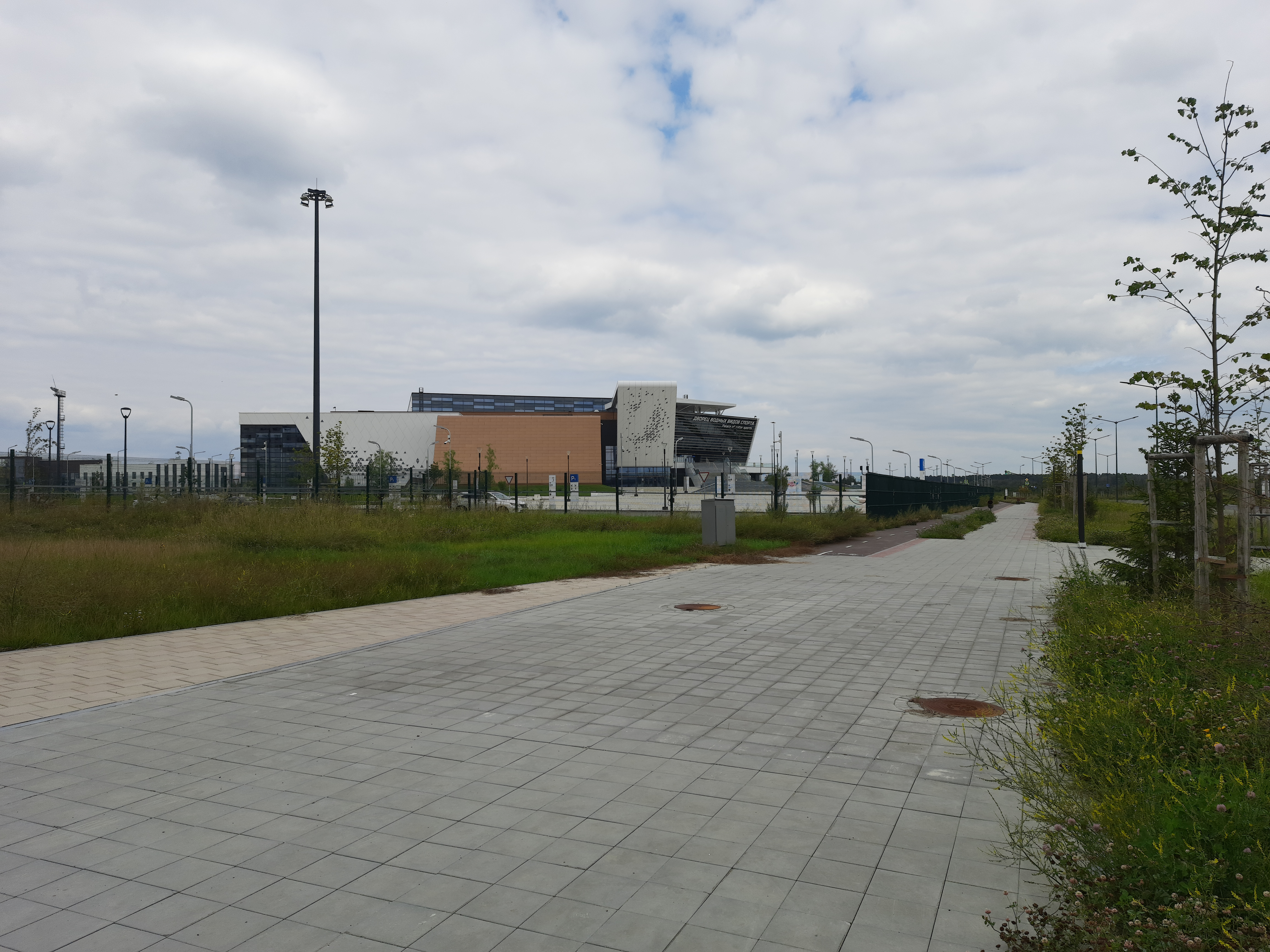
Экстерьер
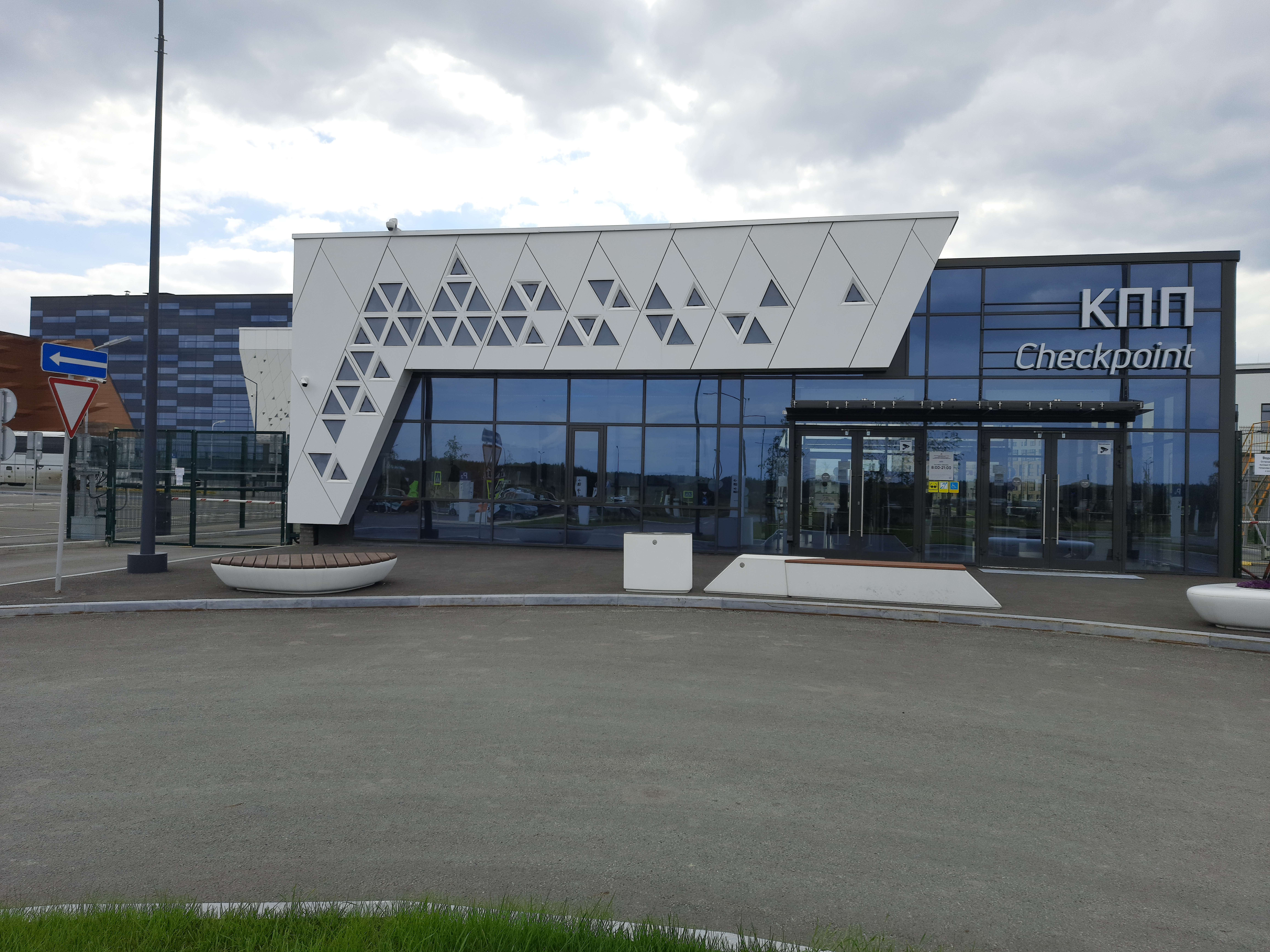
Пропускной пункт
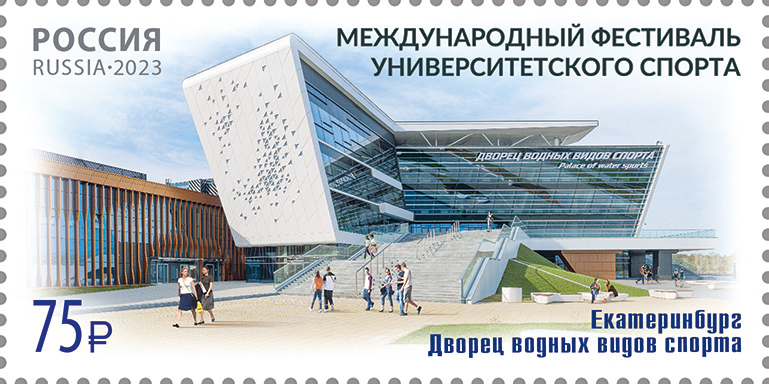
Дворец на почтовой марке России 2023 года